# Войцех М'ясковський
Во́йцех М'яско́вський на Маріанові герба Бонча (? — 1650) — польський шляхтич, урядник, дипломат Королівства Польського. Старший брат Лукаша М'ясковського.

## Біографія
Син Анджея М'ясковського та його дружини Анни Пйотровської. Можна припустити, що у 1602 році навчався в Познані. Став придворним короля Сигізмунда ІІІ Вази, у 1607 році виконував його доручення. Брав участь у війні з московитами 1609—1610 років, потім супроводжував як пристав московських послів до Кам'янки-Струмилової. Брав участь у битві під Оринином восени 1618 року.
В лютому 1649 року разом з Адамом Кисілем входив до польської урядової комісії, що вела у Переяславі переговори з Богданом Хмельницьким і козацькою старшиною. Залишив щоденник з описом цих переговорів, який є цінним джерелом з дипломатичної історії національно-визвольної війни українського народу під проводом Б. Хмельницького. Щоденник вперше опублікував Юліан Урсин Нємцевич в 1822 році.
Після захоплення Києва був висланий коронним гетьманом Миколаєм Потоцьким для проведення перемовин з Богданом Хмельницьким до Білої Церкви.
Посади: підстолій (1621) та стольник подільський (з 1625 року), підкоморій львівський (з 1637 року), староста копайгородський.
Від 1635 року державив кілька сіл у Руському воєводстві (Хмелів, Могильниця, Романівка, Волиця Торгова). Мав посаду старости у Копайгороді (Подільське воєводство).

Критикував своїх «товаришів», які об'їдали галичан, не спішили на фронт.
Нещасливе місто і земля та — і так уже обернена в чистий попіл! Видерти від умираючого з голоду хліб з кори букової печений, вола останнього взяти, жінку з кошулі обдерти, а з самого шкіру здерти — така безбожність наша, чи наших.

### Сім'я
Перша дружина — Катажина Хотецька. Друга — Саломея Дідушицька. Від першого шлюбу мав двох синів — Александра (чесника подільського), Анджея і дочку Уршулу, в другому шлюбі — дочку Гелену.